# Хептамерон
 Тази статия е за  сборника с новели.  За филма вижте Хептамерон (филм).  
Хептамерон („Седмоднев“) е сборник от 72 новели, дело на френската принцеса Маргарита Наварска от 1558 г.

## Общи положения
След 1540 г. Маргарита Наварска прекарва по-голямата част от времето си в двора си в Нерак. Важно нещо, което трябва да се отбележи за този кралски двор, е духът на свободомислие и търпимост, които владеят в него. Той става най-значимият хуманистичен център във Франция след резкия завой на брат ѝ Франсоа I в религиозната политика през 1534 г. В двора пребивават и работят поетите Клеман Маро, Шарл дьо Сент Мар, Виктор Бродо, филологът Антон льо Масон, направил по поръчка на наварската кралица нов превод на „Декамерон“, Антоан Ерое и др. Оттегляйки се в този затънтен край на страната, Маргарита Наварска най-после намира време да се отдаде на литературни занимания в обкръжението на най-близките си приятели и съмишленици. Далеч от суетата на дворцовия живот и от политическите интриги, тя има възможност да се обърне към миналото и към собствената си душа. В тази хармонична атмосфера наварската кралица между 1540 – 1542 г. започва да работи над сборника. През 1549 г. тя умира на 57 години, а сборникът с новели, над който работи да последния момент, спира на 72 новели.
Първото издание на сборника на Маргарита Наварска датира от 1558 г., когато Пиер Боестюо публикува непълната версия под заглавието „Истории на щастливо влюбени“. На следващата година Клод Грюже събира 72 новели под утвърдилото се по-късно название „Хептамерон“. И по времето на наварската кралица рамката се възприема като задължителен елемент от сборника с разкази. Разказването предполага разказвач и кръг от слушатели. През XVI век все още няма съществуваща степен на белетристична условност, позволяваща директното въвеждане в сюжета.

## Резюме на „Пролог“
В рамката на „Хептамерон“ Маргарита Наварска въвежда десетима разказвачи (петима мъже и пет жени), до един аристократи подобно на бокачовите герои. Прологът е белетризиран. В него се говори как, след като са прекарали известно време край целебни извори в Котре (днес курортно селище От Пирене; през XVI век се намира на територията на Кралство Навара), няколко благородници и дами са били принудени по обратния път след много премеждия да спрат в манастира „Нотр Дам дьо Саранс“ (премонтранско абатство, което приютявало поклонниците на път за Сантяго де Компостела) в Пиренеите, за да изчакат построяването на мост над придошлия от проливните дъждове планински поток. Една от дамите на име Парламант – жена красива, умна и очарователна, предлага на своите спътници да убият времето, като си разказват различни поучителни истории, на които са били свидетели или които знаят от достойни за доверие хора.

## Герои
Разказвачите на Маргарита Наварска носят условните имена Оазил, Иркан, Парламант, Лонгарин, Дагусен, Сафредан, Номерфид, Енасюит, Жебюрон и Симонто. Много от тези имена са откровени анаграми, по които се разпознават действителни лица от окръжението на наварската кралица. В най-възрастната разказвачка е прието да се вижда стилизиран портрет на майката на Маргьорит и Франсоа I – Луиза Савойска, Парламант се възприема като своеобразен автопортрет на самата кралица, а съпругът ѝ Иркан насочва към Анри д'Албре, краля на Навара.
Героите на Маргарита Наварска са лишени от схематизъм, тя не дава готови оценки за тях. За нея е важна моралната стойност на всяка отделна постъпка, мотивите за нея и отражението ѝ върху околните. Нравственият портрет на героя се изгражда в процеса на самото действие и тъй като отделното събитие като факт не е еднозначно, не са еднозначни и много от героите в „Хептамерон“.

### Ролята на разказвача
Ролята на разказвача се чувства най-напред в избора на сюжета. Тук в още по-малка степен, от колкото в „Декамерон“, новелите са подчинени на основната тема (преобладаваща е любовната тематика), която трябва да следват разказвачите за деня, а и темите сами по себе си са твърде неопределени и условни, особено за ден втори и за ден седми. Макар редуването на мъже с жени и определянето на следващия разказвач от страна на предишния формално да се спазват, самите новели следват естествената спонтанна връзка на асоциациите по време на разговорите. Те стават част от самите разговори и колкото и дълги да са, не нарушават целостта на основната линия на произведението.
Разказвачът със своите отличителни черти, като характер и темперамент, като възраст и пол, като носител на определени възгледи, се чувства в самите новели. Читателят не може да сбърка разказите на младата, жизнерадостна и лекомислена Номерфид с тези на възрастната, улегнала и мъдра Оазил или разказите на изгаряния от пламенна и възвишена любов Дагусен с тези на циничния, вкусил всички наслади и горчивини на живота Сафредан. Още по-осезателно става присъствието на разказвачите благодарение на личните отношения, които съществуват между тях. По този начин новелите са не само насители на една или друга теза, но са и отзвук на тези отношения, които са разкрити по време на разговорите. Особен интерес представлява съпружеската двойка Иркан-Парламант, около която се движат и отношенията между много от останалите благородници и дами. На някои места е показан конфликтът между Парламант и Енасюит, която е увлечена по Иркан. От своя страна и Парламант е обект на ухажване и дори на силни чувства от страна на почти цялата мъжка половина на компанията – Дагусен със своята „съвършена“ любов, Сафредан със своите далеч по-земни намерения и дори възрастният Жебюрон, който не може да остане безразличен към нейния чар.
И в „Хептамерон“, и в „Декамерон“ преобладават новелите с любовна тематика. Но разликата между двамата автори е в това, че докато Бокачо е познавал по-добре живота на простолюдието и буржоазията от своята епоха, Маргарита е познавала отлично нравите на френската, наварската и испанската аристокрация. Много повече са и документално засвидетелстваните сюжети из живота на аристокрацията, както и произшествия из бита на буржоазията. Тъкмо тук е и първата съществена разлика между двата сборника с новели. Като цяло сборникът на Маргарита Наварска остава впечатление за познаване само на ограничен социално-психологически кръг. В „Декамерон“ надделява усещането за панормно представяне на цялото италианско ранноренесансово общество. Предимството на ренесансовата разказвачка се проявява само в едно отношение: при коментарните разговори след всеки разказ. В тях проличават не само обяснимите различия между т.нар. мъжка и женска гледна точка, но биват нюансирани и индивидуалните възгледи и оценки.
Освен аристократи и буржоа третата прослойка широко представена на разказвачите на наварската кралица е тази на духовниците. Следвайки средновековната традиция, а и подсказаното от Бокачо, Маргарита представя монаси и попове най-често в отрицателна светлина – като насители на редица традиционни пороци: похотливост, алчност, лакомия и т.н. В повечето случаи те са комични фигури, но понякога както в 23-та новела, носят непоправими нещастия. В тази новела наивният благородник дава възможност на коварния францисканец да злоупотреби с доверието му и в края на краищата заплаща за това с гибелта на цялото си семейство.
Маргарита Наварска е безспорно по-добра разказвачка в сантименталните и драматичните новели, отколкото в непристойните. Но наличието на физиологически мотиви в прозата ѝ е несъмнено белег на самата епоха. Онова, което прави сборника с новели на наварската кралица в значим факт на ренесансовата проза, е безспорно умението ѝ да фабулира. Кратките новели звучат като анекдоти в духа на популярните през епохата италиански фацетии, а в по-дългите занимателният сюжет е подплатен и от опит за психологизиране. Барокова чувствителност с подчертан вкус към болезнено еротичното се проявява в някои новели. Такава е прочутата 30-та новела (последната от третия ден), в която се разказва историята на млад благородник, чиято майка забременява от него, когато той е 14-15-годишен, а по-късно се случва така, че се жени за момичето, което му е едновременно дъщеря и сестра.

## Ролята на диалога
Диалозите, които в „Хептамерон“ заемат почти толкова място, колкото и новелите, изпълняват много важни задачи. Това кара някои изследователи да виждат в книгата на Маргарита Наварска съвкупност от два литературни жанра – новелата и философския диалог. В произведението става дума за разговори, в които събеседниците вземат почти равно участие. Дори по-голямото внимание, отделено на госпожа Оазил и Парламант, не нарушава равновесието. Ако „Хептамерон“ се разгледа като синтез от новела и диалог, може да се каже, че той е пример за синтеза между средновековна традиция и антично влияние, който е в основата на цялата ренесансова литература и култура. В самите новели диалозите са малко. Дължината и формата на репликите говорят за влияние на реторичната поезия от началото на XVI век. Самото повествование е строго, лаконично, на места дори сухо. Сякаш всеки от разказвачите се стреми да се ограничи до едно просто изложение на фактите, избягвайки да вмъква в него коментари, забележки, които биха издали собственото му мнение. Комизмът или трагизмът в новелите не е подчертан с особени изразни средства – патосът почива не на стила, а на характера на дадена ситуация. Драматичното напрежение в новелите се осъществява чрез динамиката на повествованието, което следва своята линия без всякакви отклонения. Тази линия не се нарушава и от намесата на свръхестествени сили: външни за самото драматично действие фактори, типични за жанра, като бури, неочаквани срещи, разкрития и др.